# Муканджо, Бенжамен
Бенжаме́н Муканджо́ Биле́ (фр. Benjamin Moukandjo Bilé; 12 ноября 1988, Дуала, Камерун) — камерунский футболист, игравший на позиции нападающего. Выступал за сборную Камеруна.

## Клубная карьера
Муканджо родился 12 ноября 1988 года в камерунском городе Дуала. Начал заниматься футболом в местной спортивной академии Каджи, из которой впоследствии перебрался в академию французского «Ренна». В течение двух лет Бенджамин учился в академии французского клуба, а также выступал за молодёжную команду клуба в чемпионате Франции для молодёжных команд.
В 2007 году Бенджамин получил предложение от футбольного клуба «Ренн» подписать профессиональный контракт, которое Муканджо принял. Из-за высокой конкуренции в команде, он не смог полноценно участвовать в матчах, поэтому был переведен во вторую команду, которая выступала в четвёртом по уровню дивизионе Франции.
В 2008 году руководство французского клуба приняло решение отправить футболиста в аренду в «Л’Ентенте» которая выступала в третьей по значимости Лиге Франции. Но и здесь камерунский футболист принял участие лишь в немногих матчах клуба, сыграв за сезон 13 матчей и забив 2 мяча.
Летом 2009 года Бенджамином заинтересовался «Ним Олимпик», который выступал в Лиге 2. 31 августа игрок принял предложение клуба о переходе и подписал контракт на два года. Главный тренер клуба, куда перешёл камерунец, доверял футболисту и пытался ставить его в стартовый состав команды как можно чаще, потому как Бенджамин обладал всеми необходимыми качествами талантливого нападающего. За полтора сезона Бенджамин Муканджо сыграл за «Ним-Олимпик» 46 матчей, забив 7 мячей в ворота соперников.
В начале 2011 года был выкуплен за полмиллиона евро футбольным клубом «Монако». Однако три гола Бенжамина не помогли монегаскам избежать вылета в Лигу 2 и уже летом 2011 года камерунский легионер за 2,5 млн евро перешёл в «Нанси». За первые два сезона в Нанси забил 10 мячей, но и эта команда с Муканджо летом 2013 года вылетела из элиты французского футбола. В следующем сезоне 2013/14, отметившись 9 раз в матчах Лиги 2, Бенжамин установил личный рекорд результативности, но «Нанси» занял 4 место и не смог получить одну из трех путевок в элиту.
В сезоне 2014/15 выступал за «Реймс».
13 июля 2017 года клуб «Цзянсу Сунин» объявил о переходе Бенжамена Муканджо из «Лорьяна». Срок контракта — 2 года. По окончании сезона 2018 года вернулся из аренды в «Бэйцзин Жэньхэ».

## В сборной
Выступал за молодёжную сборную Камеруна до 20 лет, вместе с которой прошёл квалификацию на Юношеский (U-20) чемпионат Африки. На турнире забил 2 гола, но сборная заняла последнее место в группе и не вышла в плей-офф.
4 июня 2011 года дебютировал в официальных матчах в составе национальной сборной Камеруна в отборе на Кубок африканских наций 2012 года против сборной Сенегала(0:0). Бенджамин вышел в основном составе и на 84 минуте был заменен на Пьера Вебо.
В 2014 году попал в заявку сборной на чемпионат мира в Бразилии. За главную команду страны провел 16 матчей, забил 2 гола.
Камерун достиг дна в матче с Хорватией на ЧМ-2014, когда Бенуа Ассу-Экотто и Бенжамен Муканджо ввязались в стычку прямо на поле. Ассу-Экотто боднул Муканджо головой, а тот в ответ отмахнулся от партнера рукой. На счастье всего Камеруна, разозленных коллег разнимать подбежал форвард Пьер Вебо. «Такое поведение отвратительно. Такого нельзя допускать. Это невозможно. Если честно, внутри команды были тяжелые дни — настроить игроков на полноценную работу было сложно…» — сказал Фолькер Финке. Арбитр матча Педру Проэнса оставил этот эпизод без внимания. К этому моменту камерунцы уже проигрывали со счетом 0-4 и играли в меньшинстве — на 40-й минуте был удален Алекс Сонг, в неигровом эпизоде ударивший кулаком в спину Марио Манджукича. В итоге Камерун занял последнее место в группе проиграв все 3 матча, пропустив 9 мячей и забив лишь один.